# Rajkumar Santoshi
Rajkumar Santoshi (hindi: राजकुमार सन्तोषी, też Raj Kumar Santoshi, ur. 17 sierpnia 1956 w Ćennaj) uznany przez krytykę indyjski reżyser i producent filmowy. Tworzy filmy w języku hindi w ramach Bollywoodu. Zaczynał od filmów akcji z Sunny Deolem, ale uchodzi za jednego z najciekawszych twórców filmowych w Indiach podejmujących tematy społeczne. 9 nagród (za The Legend of Bhagat Singh, Lajja, Ghayal, Pukar), 6 nominacji. W jego filmach często gra Ajay Devgan.

## Filmografia
Filmy, które wyreżyserował do własnego scenariusza:
- Ashoka – Bharat ka Pratik (w produkcji)
- Ramayana (zapowiedziany)
- London Dreams (zapowiedziany) – też producent
- Prithviraj Sanyukta (zapowiedziany)
- Saamna (zapowiedziany)
- Halla Bol (2008)
- Family: Ties of Blood (2006)
- Khakee (2004)
- The Legend of Bhagat Singh (2002)
- Lajja (2001)
- Pukar (2000)
- China Gate (1998) – też producent
- Ghatak (1996) – też producent
- Barsaat (1995)
- Damini (1993)
- Andaz Apna Apna (1994)
- Ghayal (1990)

### Producent
1. London Dreams (2009) (w produkcji)
2. Lajja (2001)
3. China Gate (1998)
4. Ghatak: Lethal (1996)
5. Doli Saja Ke Rakhna, (1998)

### tylko scenarzysta
1. Dil Hai Tumhaara (2002)
2. Jaanam Samjha Karo (1999)
3. Vinashak – Destroyer (1998)